# 楠元六男
楠元 六男（くすもと むつお、1947年5月31日 - 2017年1月28日）は、日本の国文学者。専門は日本近世文学、特に俳文学。都留文科大学名誉教授。
鹿児島県生まれ。1974年都留文科大学文学部国文学科卒業、1979年立教大学大学院文学研究科博士課程後期課程中退、都留文科大学文学部専任講師。1982年同助教授、1989年同教授。2007年『芭蕉、その後』で第29回角川源義賞及び文部科学大臣賞を受賞。

## 著書

### 単著
- 『享保期江戸俳諧攷』新典社、1993年5月
- 『芭蕉と門人たち』日本放送出版協会、1997年8月
- 『俳諧史のかなめ 佐久間柳居』新典社、2001年10月
- 『芭蕉、その後』竹林舎、2006年10月
- 『我を絵に看る 芭蕉の甲斐行』新典社、2009年1月
- 『江戸の俳壇革命 芭蕉から蕪村登場』角川学芸出版、2010年5月

### 編著・共著など
- 『資料集成 二世市川団十郎』共著、和泉書院、1988年3月
- 『江戸人物読本 松尾芭蕉』編著、ぺりかん社、1990年6月
- 『芭蕉・旅・甲州』共著図録、ミュージアム都留、2000年10月
- 『俳句の館 風生庵』編著図録、山中湖教育委員会、2003年9月
- 『西鶴選集 西鶴名残の友』共著、おうふう、2007年3月
- 『国文学 解釈と教材の研究 特集 おくのほそ道を行く』共編、学燈社、2007年4月
- 『俳諧研究文献目録 連歌・俳諧・雑俳・川柳』監修、日外アソシエーツ、2008年3月
- 『江戸文学からの架橋 茶・書・美術・仏教』編著、竹林舎、2009年7月
- 『おくのほそ道大全』共編、笠間書院、2009年7月
- 『江戸の漢文脈文化』共編、竹林舎、2012年4月
- 『山下一海著作集 第一巻』責任編集、おうふう、2013年1月
- 『芭蕉と素堂』共著、竹林舎、2013年3月